# ناثانيال كيلوغ فيربانك
ن. ك. فيربانك (بالإنجليزية: N. K. Fairbank)‏ هو شخصية أعمال أمريكي، ولد في 1829، وتوفي في 1903.